# Krasznokamszki járás
A Krasznokamszki járás (oroszul Краснокамский район, baskír nyelven Краснокама районы) Oroszország egyik járása a Baskír Köztársaságban, székhelye Nyikolo-Berjozovka falu.

## Népesség
- 1970-ben 43 213 lakosa volt, melyből 13 415 baskír (31%), 7 721 tatár (17,9%).
- 1989-ben 42 669 lakosa volt, melyből 16 660 tatár (39%), 10 273 baskír (24,1%).
- 2002-ben 27 552 lakosa volt, melyből 9 668 baskír (35,09%), 7 319 mari, 6 176 tatár (22,42%), 3 954 orosz (14,35%).
- 2010-ben 27 986 lakosa volt, melyből 8 752 baskír (31,3%), 7 396 mari (26,5%), 7 220 tatár (25,8%), 4 105 orosz (14,7%), 114 udmurt, 79 ukrán, 35 csuvas, 18 fehérorosz, 10 mordvin.

| Lakosok száma | 53 800 | 57 700 | 46 200 | 27 645 | 27 260 | 27 618 | 27 986 | 27 743 | 27 467 | 26 145 |
|               | 1930   | 1970   | 1995   | 2001   | 2004   | 2007   | 2010   | 2014   | 2017   | 2021   |